# Kanton sarajewski
Kanton sarajewski – kanton położony w Federacji Bośni i Hercegowiny. Stolicą kantonu jest Sarajewo.

## Demografia
- Boszniacy – 79,6%
- Serbowie – 11,2%
- Chorwaci – 6,7%

## Podział administracyjny
- Gmina Centar
- Gmina Hadžići
- Gmina Ilidža
- Gmina Ilijaš
- Gmina Novi Grad
- Gmina Novo Sarajevo
- Gmina Stari Grad
- Gmina Trnovo
- Gmina Vogošća